# Hesionura mystidoides
Hesionura mystidoides är en ringmaskart som först beskrevs av Hartmann-Schröder 1963.  Hesionura mystidoides ingår i släktet Hesionura och familjen Phyllodocidae. Inga underarter finns listade i Catalogue of Life.